# Cucullia sinopsis
Cucullia sinopsis là một loài bướm đêm trong họ Noctuidae.